# Cesare Taparelli d'Azeglio
Cesare Taparelli, Marchese d'Azeglio (Torino, 10 febbraio 1763 – Genova, 26 novembre 1830) è stato un nobile italiano del Regno di Sardegna, padre di Luigi e Massimo d'Azeglio, attivista cattolico ed infine destinatario della Lettera sul Romanticismo di Alessandro Manzoni.

## Biografia

### Origini e dedizione a Casa Savoia
Nato a Torino il 10 febbraio 1763 da Roberto e Giustina Genolla Taparelli (morta nel dare alla luce il figlio), Cesare, come tutti i nobili savoiardi, seguì un rigido addestramento militare che lo vide, nel corso della giovinezza, servire in vari reggimenti in diverse città del Regno. Sposatosi nel 1788 con Cristina Morozzo della Rocca dei marchesi di Bianzè, e trasferitosi con lei nel palazzo torinese che dalla sua casata prese il nome attuale, Cesare partecipò alla prima coalizione antifrancese del 1792 (durante la quale fu preso prigioniero) servendo fedelmente prima Vittorio Amedeo III e poi, dopo l'armistizio di Cherasco del 1796, il successore Carlo Emanuele IV, offrendosi in ostaggio al posto del sovrano pur di lasciarlo a guida del Paese. Quando poi Carlo Emanuele fuggì in Sardegna e gli Stati sabaudi furono occupati dalle truppe rivoluzionarie francesi, il d'Azeglio rimase legato alla causa dinastica fino al ritorno di Napoleone dalla Campagna d'Egitto e la vittoria di Marengo.

### Da Napoleone alla Restaurazione
Cesare e la sua famiglia trovarono rifugio momentaneo a Firenze ove, nel 1800, conobbe il compatriota Vittorio Alfieri, con cui strinse amicizia. L'esilio fiorentino durò fino al 1807, quando un decreto napoleonico costrinse tutti i fuoriusciti piemontesi a rientrare in patria: Cesare vi si adeguò, ma non partecipò mai alle iniziative dei dominatori, ma le combatté con la fondazione d'ispirazione nazionale dell'Accademia dei Concordi. Nel 1814, dopo il crollo dell'Impero Napoleonico e il ritorno a Torino di Vittorio Emanuele I, fu nominato da quest'ultimo ambasciatore presso papa Pio VII per regolare i rapporti tra Regno di Sardegna e Chiesa ma, davanti alle pretese regalistiche della corte sabauda il d'Azeglio, fedele cattolico, presentò le sue dimissioni da plenipotenziario.

### Gli ultimi anni
Rimasto vicino ai Savoia durante i moti del 1820-21 (anche se fu indignato dell'abdicazione di Vittorio Emanuele), fu creato nel 1828 "grande di Corona" in segno di riconoscimento di fedeltà alla dinastia. Morì a Genova il 26 novembre 1830.

## Il cattolicesimo militante

### Dall'Amicizia cristianaall'Amicizia cattolica
Fin dal 1788, Cesare d'Azeglio iniziò un profondo rinnovamento spirituale, passando da una fede formale ad un decisivo impegno nel servizio della fede cattolica. In quell'anno, infatti, entrò a far parte dell'associazione l'Amicizia cristiana, fondata a Torino nel 1775 dal gesuita Diessbach, la quale si proponeva di combattere le idee illuministiche e il giansenismo attraverso l'attiva partecipazione degli aderenti alla morale cattolica e l'impegno intellettuale nella società.
Dopo la disgregazione del Regno di Sardegna e l'esilio fiorentino, D'Azeglio fondò la rivista L'Ape, rivista cattolica vicina alle posizioni ultramontaniste di René de Chateaubriand e Giovanni Marchetti e sostenitrice delle prerogative papali davanti alle riforme ecclesiastiche rivoluzionarie tendenti alla creazione di un clero nazionale.
Il periodo più importante periodo della vita del cattolico d'Azeglio fu però il decennio tra il 1817 e il 1828 allorché, sulla scia della Restaurazione, L'Amicizia cristiana fu rifondata sotto il nome de L'Amicizia cattolica, di cui il d'Azeglio medesimo divenne il presidente. L'associazione, sostenuta dal venerabile Pio Brunone Lanteri degli Oblati di Maria e più tardi dallo stesso re Carlo Felice, si proponeva gli stessi scopi dell'antica associazione pre-rivoluzionaria. Nel 1822, divenne redattore della rivista
L'Amico d'Italia, ufficialmente distinto dall'Amicizia Cattolica ma in realtà «un [suo] completamento», al quale partecipò anche Antonio Rosmini.
Verso il 1825, però, gli organi capeggiati dal D'Azeglio furono sempre più osteggiati da ambienti di corte, alcuni ambienti teologici dell'Università di Torino e anche dal ministro degli esteri russo Nesselrode, i quali vedevano nell'Amico d'Italia una longa manus dei clericali per conquistare appieno il potere. Davanti alle pressioni congiunte di questi ambienti, nel 1828 l'Amico d'Italia perse il sostegno regio e nel 1829 terminò, anche per la cattiva salute del D'Azeglio, le sue pubblicazioni.

### LaLettera sul Romanticismo
Cesare d'Azeglio è ricordato, però, soprattutto per essere stato il destinatario della lettera che il futuro consuocero, lo scrittore milanese Alessandro Manzoni, gli inviò nel 1823. In tale lettera, l'allora massimo esponente del romanticismo italiano cercò di chiarire la natura della poetica romantica, mal vista dal tradizionalista D'Azeglio, ancorato ancora al neoclassicismo settecentesco. Oltre a ribadirne il valore morale, il futuro autore de I Promessi Sposi difese la scelta di scegliere il romanticismo in quanto rispondeva alla necessità del vero, rifiutava la mitologia per essere coerente con la religione cristiana da lui professata e il valore "sociale" ed "educativo" che tale movimento aveva, riassunto nel celebre asserto:

## Discendenza
Cesare d'Azeglio, come ricordato prima, sposò nel 1788 Cristina Morozzo di Bianzè (1760-1838), da cui ebbe otto figli:
- il primo morto appena nato
- altri quattro premorti al padre in tenera età (Metilde nel 1813, Enrico nel 1824, Giuseppe Luigi poco dopo la sua nascita nel 1796, e Melania nel 1807)
- Roberto
- Prospero-Luigi (futuro gesuita)
- Massimo
- Enrico (morto prima del padre)